# 12. marinski polk (ZDA)
Za druge 12. polke glejte 12. polk.
12. marinski polk (angleško 12th Marine Regiment) je marinski artilerijski polk Korpusa mornariške pehote ZDA.
Trenutno je v sestavi 3. marinske divizije in III. marinske ekspedicijske sile.

## Organizacija
- Štabna baterija
- 1. bataljon 12. marinskega polka
- 3. bataljon 12. marinskega polka